# Cnidoscolus rotundifolius
Cnidoscolus rotundifolius là một loài thực vật có hoa trong họ Đại kích. Loài này được (Müll.Arg.) McVaugh mô tả khoa học đầu tiên năm 1944.